# Elevador do Bom Jesus

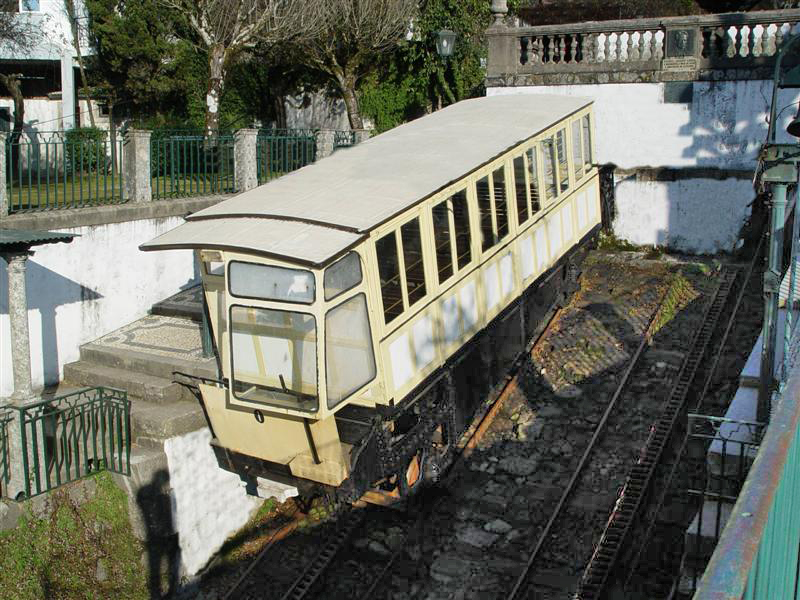
Cabina en la estación superior, 2006.

El Elevador do Bom Jesus es un funicular que está ubicado en Braga, Portugal. Está situado en el Santuario de Bom Jesus do Monte, en la parroquia de Tenões, en la ciudad y el condado de Braga y distrito del mismo nombre.
El viaje inaugural se hizo el 25 de marzo de 1882, y es el más antiguo de la península ibérica. Operado por la Hermandad de Bom Jesus do Monte, conecta la parte alta hasta el Santuario, superando más de un centenar de metros de altura, y sigue una ruta paralela a la Escadórios de Bom Jesus, terminando en la cumbre junto a la estatua ecuestre de San Longino.
Por ser el primer funicular construido en la península ibérica, es actualmente el más antiguo en servicio en el mundo en utilizar el balance de agua del sistema.
El 23 de mayo de 2013 fue clasificado como Monumento de Interés Público.

## Historia
Fue construido por iniciativa del empresario de Braga Manuel Joaquim Gomes  (1840-1894) con el objetivo de sustituir la línea de la Americana Braga  (tranvías tirados por caballos), que originalmente se extendía hasta el santuario y había que añadir bueyes al tiro para subir a la empinada colina en los días más ocupados.
El proyecto fue diseñado por el ingeniero suizo Niklaus Riggenbach  que, desde su país envió todo lo necesario para la ejecución del proyecto y la instalación de las indicaciones del equipo. Los trabajos comenzaron en marzo de 1880, con la colaboración técnica del ingeniero portugués de origen francés Raúl Mesnier du Ponsard que, "in situ", supervisó el trabajo. La inauguración tuvo lugar el 25 de marzo de 1882. Su éxito fue tal que en el mismo año, en Lisboa la Compañía de Ascensores, que Mesnier invitó a diseñar e instalar la capital portuguesa una serie de funiculares y teleféricos gusano - una parte de la cual está en funcionamiento hoy.
La campaña de reparaciones efectuadas en 1946  utilizó materiales usados obtenidos del desmantelamiento del funicular Comboio do Monte, de la ciudad de Funchal, en la isla de Madeira. 

## Datos técnicos
- Recorrido: 274 metros
- Desnivel: 116 metros
- Pendiente: 42 %
- Capacidad: 38 personas por vehículo
- Duración del viaje: 2,5 a 4 minutos
- Velocidad: 1,2 a 1,8 metros por segundo